# 15811 Nusslein-Volhard
A 15811 Nusslein-Volhard (ideiglenes jelöléssel 1994 ND1) a Naprendszer kisbolygóövében található aszteroida. Freimut Börngen fedezte fel 1994. július 10-én.